# Donald Sheldon
Pour les articles homonymes, voir Sheldon.
Donald (Don) Sheldon est un aviateur américain, pilote de brousse, né le 21 novembre 1921, mort le 26 janvier 1975. Il a été un des premiers à mettre au point l'atterrissage sur glacier, aux abords du mont McKinley, dans les années cinquante.

## Biographie
Né à Morrison dans le Colorado, il a grandi dans le Wyoming. À l'âge de 17 ans, il part pour l'Alaska en quête de travail et d'aventure.
Étant pilote, il servit pendant la Seconde Guerre mondiale, sur un Boeing B-17 Flying Fortress, en Europe. Il accomplit 26 missions, et reçut la Croix du service distingué dans l'Aviation et quatre autres médailles.
Depuis sa base à Talkeetna, il mit en place un service de transport aérien destiné aux grimpeurs, chasseurs, pêcheurs et autres randonneurs qui souhaitaient se rendre dans les montagnes autour du mont McKinley. Ses avions, des Piper PA-18, Cessna 180, et Aeronca 15 Sedan étaient tous équipés avec des skis, flotteurs, et larges roues. Il a aussi participé à de nombreuses opérations de sauvetage en montagne, autant civils que militaires pour lesquels il a reçu un certain nombre de récompenses.